# Charlie Gilmour
Charlie Ian Gilmour (Brighton, 11 februari 1999) is een Schots-Engels voetballer die doorgaans als middenvelder speelt.

## Carrière
Charlie Gilmour speelde van 2006 tot 2019 in de jeugd van Arsenal FC. In het seizoen 2017/18 zat hij eenmaal op de bank bij het eerste elftal van Arsenal, in de met 2-4 gewonnen uitwedstrijd in de Europa League tegen FK BATE Borisov. Een seizoen later debuteerde hij in de Europa League, in de met 0-3 gewonnen uitwedstrijd tegen Vorskla Poltava op 29 november 2018. Hij kwam in de 76e minuut in het veld voor Mattéo Guendouzi. Zijn tweede en laatste wedstrijd voor Arsenal was ook in de Europa League, een invalbeurt voor Mesut Özil in de met 1-0 gewonnen thuiswedstrijd tegen FK Qarabağ. In 2019 vertrok hij naar Norwich City FC, wat hem voor een seizoen verhuurde aan Telstar. Hij debuteerde voor Telstar op 12 augustus 2019, in de met 0-0 gelijkgespeelde uitwedstrijd tegen Jong AZ. Hij speelde in totaal 25 wedstrijden voor Telstar. Na zijn verhuurperiode werd zijn contract bij Norwich ontbonden, en werd hij clubloos. In 2021 was hij op proef bij St. Johnstone FC, waar hij een contract tot medio 2023 kreeg aangeboden. Hij kwam echter weinig aan spelen toe in de Premiership en zodoende werd hij in september 2021 tot de winterstop uitgeleend aan Alloa Athletic FC, wat uitkomt op het derde niveau van Schotland. In het seizoen 2022/23 werd hij enkele maanden aan Cove Rangers FC verhuurd. Hierna maakte hij de overstap naar Inverness Caledonian Thistle FC.

### Statistieken
| Seizoen                     | Club                | Land           | Competitie     | Competitie | Competitie | Beker | Beker | Internationaal | Internationaal | Overig | Overig | Totaal | Totaal |
| Seizoen                     | Club                | Land           | Competitie     | Wed.       | Dlp.       | Wed.  | Dlp.  | Wed.           | Dlp.           | Wed.   | Dlp.   | Wed.   | Dlp.   |
| --------------------------- | ------------------- | -------------- | -------------- | ---------- | ---------- | ----- | ----- | -------------- | -------------- | ------ | ------ | ------ | ------ |
| 2017/18                     | Arsenal FC          | Engeland       | Premier League | 0          | 0          | 0     | 0     | 0              | 0              | 0      | 0      | 0      | 0      |
| 2018/19                     | Arsenal FC          | Engeland       | Premier League | 0          | 0          | 0     | 0     | 2              | 0              | 0      | 0      | 2      | 0      |
| 2019/20                     | Norwich City FC     | Engeland       | Premier League | 0          | 0          | 0     | 0     | –              | –              | 0      | 0      | 0      | 0      |
| 2019/20                     | → Telstar           | Nederland      | Eerste divisie | 24         | 0          | 1     | 0     | –              | –              | –      | –      | 25     | 0      |
| 2020/21                     | St. Johnstone FC    | Schotland      | Premiership    | 2          | 0          | 1     | 0     | –              | –              | 0      | 0      | 3      | 0      |
| 2021/22                     | St. Johnstone FC    | Schotland      | Premiership    | 6          | 0          | 1     | 0     | 1              | 0              | 1      | 0      | 9      | 0      |
| 2021/22                     | → Alloa Athletic FC | Schotland      | League One     | 11         | 1          | 0     | 0     | –              | –              | 0      | 0      | 11     | 1      |
| 2022/23                     | St. Johnstone FC    | Schotland      | Premiership    | 0          | 0          | 0     | 0     | –              | –              | 2      | 0      | 2      | 0      |
| 2022/23                     | → Cove Rangers FC   | Schotland      | Championship   | 15         | 0          | 1     | 0     | –              | –              | 0      | 0      | 16     | 0      |
| 2023/24                     | Inverness CT        | Schotland      | Championship   | 25         | 0          | 3     | 1     | –              | –              | 4      | 1      | 32     | 2      |
| Carrièretotaal              | Carrièretotaal      | Carrièretotaal | Carrièretotaal | 83         | 1          | 7     | 1     | 3              | 0              | 7      | 1      | 100    | 3      |
| Bijgewerkt op 21 april 2024 |                     |                |                |            |            |       |       |                |                |        |        |        |        |